# Arborimus longicaudus
Arborimus longicaudus é uma espécie de roedor da família Cricetidae.
Apenas pode ser encontrada no Noroeste Pacífico do oeste da América do Norte.